# Naga (mytologi)
 For alternative betydninger, se Naga. (Se også artikler, som begynder med Naga)
Naga er pāli- eller sanskrit-ordet for en guddom eller ånd eller en kategori af ånder (sanskrit: नाग, "kobra"), der antager form af en stor slange.
Nagaerner findes inden for såvel den hinduistiske som buddhistiske mytologi i Indien, hvor de er et folkeslag (i slangekrop), der efter sigende bor under vandet og kun sjældent kommer op til overfladen. Da ingen ved ret meget om deres udseende og adfærd, har det givet anledning til en lang række mytologiske fortællinger, musikstykker, sange, sangspil og teaterforestillinger, hvori nagaerne indgår.
I buddhismen er de ofte beskyttere af Buddha og dharmaen. Men de er også verdslige og lunefulde skabninger, der spredte sygdom og ulykke, når de blev vrede.
Nagaer tænkes at bo i enhver form for vand (hav, sø, bjergkilder etc.), men nogle gange er de jordens ånder. I dele af Asien, især Himalaya-regionen, fraråder folk, som tror på væsenerne, mennesker at forurene vandstrømmene af frygt for at vække vreden hos de nagaer, der bor i dem.
I den tidlige hinduistiske kunst har nagaer menneskelige overkroppe, men er slanger fra taljen ned. I buddhistisk ikonografi er de nogle gange kæmpekobraer, ofte med flere hoveder. De er også portrætteret som en drage men uden ben. I nogle dele af Asien anses nagaer for at være en underart af drager.
I mange myter og legender kan nagaer forvandle sig, så de ligner mennesker eller antager slangeskikkelse.
I Thailand menes nagaer især at forekomme i Mekong-floden, fænomenet naga-ildkugler – også kendt som bung fai phaya nak eller "Mekong-lys" og tidligere "spøgelseslys" – er almindeligt kendt. Glødende bolde hævdes at stige op fra vandet. De siges at være rødlige og varierer i størrelse fra mindre gnistre op til størrelsen af basketballbold. De flyver hurtigt op til et par hundrede meters højde, før de forsvinder. Antallet af rapporterede naga-ildkugler varierer mellem titusinder og tusinder pr. nat. Fænomenet tilskrives lokalt phaya nak, en kæmpe naga, der siges at leve i Mekong. Den thailandske regering godkendte den 1. november 2022 naga-racen af halvguddommelige slangevæsner, som landets mytiske emblem i thailandsk kultur.